# Muscari baeticum
Muscari baeticum là một loài thực vật có hoa trong họ Măng tây. Loài này được Blanca, Ruíz Rejón & Suár.-Sant. mô tả khoa học đầu tiên năm 2007.